# European University Information Systems
A EUNIS é a Organização Europeia de Sistemas de Informação Universitária (European University Information Systems).
Foi formada em 1993 e registrada como uma organização sem fins lucrativos em Paris, França, em 1998.
Ela é uma base de dados online com informações sobre meio ambiente e animais organizada pela Agência Europeia do Ambiente (AEA) ou EEA que consiste em fornecer informação sólida e independente sobre o ambiente com o objetivo apoiar o desenvolvimento sustentável ao ajudar a alcançar melhorias significativas e mensuráveis ao nível do ambiente na Europa, mediante a prestação de informação oportuna, bem orientada, pertinente e fiável, aos decisores políticos e ao público.
Possui informações sobre taxonomia, biologia e fotos para centenas de espécies ou grupos sistemáticos.